# Thủy điện Hồi Xuân
Thủy điện Hồi Xuân là thủy điện xây dựng trên dòng chính sông Mã tại thị trấn Hồi Xuân và xã Phú Xuân, huyện Quan Hóa tỉnh Thanh Hóa, Việt Nam.
Thủy điện Hồi Xuân có công suất lắp máy 102 MW với 3 tổ máy, sản lượng điện hàng năm 432 triệu KWh, khởi công tháng 3/2010 , dự kiến hoàn thành năm 2019. Tuy nhiên thực tế đến tháng 12/2020 chưa hoàn thành do thiếu vốn.
Thủy điện Hồi Xuân ở phía thượng nguồn Thủy điện Bá Thước 1 20°19′10″B 105°10′23″Đ / 20,319325°B 105,173011°Đ chừng 24 km đường sông.

## Chỉ dẫn
Tại Thanh Hóa có 14 dự án thủy điện nằm trong quy hoạch công bố 07/2015 :
1. Quy hoạch thủy điện vừa và lớn có 9 dự án là Trung Sơn (260 MW), Thành Sơn (30 MW), Hồi Xuân (102 MW), Bá Thước 1 (60 MW), Bá Thước 2 (80 MW), Cẩm Thủy 1 (28,6 MW), Cẩm Thủy 2 (32 MW), Cửa Đạt (97 MW) và Xuân Minh (15 MW).
2. Quy hoạch thủy điện nhỏ có 5 dự án là Trí Năng (3,6 MW), Dốc Cáy (15 MW), Sông Âm (13 MW), Bái Thượng (6 MW) và Tam Lư (7 MW).

Trước đó năm 2011 có 5 dự án đã được dự tính thu hồi , song năm 2015 một số dự án được khởi động lại.